# Viktor Lebrecht von Trew
Viktor Lebrecht von Trew (auch: Viktor Lebrecht von Treu; * 1730 in Stade; † 1803) war ein hannoverscher Offizier, Generalleutnant und Initiator der hannoverschen Artillerieschule. Seine Versuche mit verschieden langen Rohren gingen der Herabsetzung der Gewichte hannoverscher Kanonen voraus.

## Leben
Viktor Lebrecht von Trew wurde zur Zeit des Kurfürstentums Hannover im Jahr 1730 in Stade geboren.
Nach einer ersten militärischen Ausbildung im hannoverischen Heer wurde von Trew am 9. März 1781 zunächst zum Oberstleutnant der Artillerie ernannt und als solcher von Harburg nach Hannover versetzt. Im selben Jahr regte von Trew die Gründung der kurhannoverschen Artillerieschule an, zu deren Betrieb er Gerhard von Scharnhorst zum Wechsel von der Kavallerie zur Artillerie bewegen konnte. Allerdings gestaltete sich die Beziehung zu von Scharnhorst, mit dem er auch schriftlicher korrespondierte, „nicht unproblematisch“, da von Trew einzelne Offiziere bevorzugte.
Schon im Folgejahr 1782 erhielt von Trew die Genehmigung zur Einrichtung der Artillerieschule, die im September desselben Jahres ihren Betrieb aufnahm.
Im Jahr 1784 wurde von Trew zum Oberst ernannt. Im Folgejahr 1785 führte er verschiedene Versuche zur Herabsetzung des Gewichts hannoverscher Kanonen aus.
1789 wurde von Trew in den Rang eines Generalmajors gesetzt. Unter der Leitung von von Trew erhielt das Regiment 1792 ein neu formuliertes Dienstreglement und ab 1793 die reitende Artillerie.
Ebenfalls ab 1793 und bis 1795 kommandierte von Trew die Artillerie des kurhannoverschen Feldkorps.
Von 1796 bis 1801 befehligte von Trew die Artillerie des hannoverschen Korps bei der Observationsarmee in Westfalen. In dieser Zeit wurde er 1798 zum Generalleutnant befördert.
Von Trew war der Kommission zur Reorganisation der Artillerie beigetreten und entwarf hierfür einen neuen Typus einer Haubitze.
Viktor Lebrecht von Trew heiratete Eleonore Christa von Ahrenhold (1743–1819).

## Grabmal
Das Grabmal von Victor Lebrecht von Trew mit den Familienwappen sowie weiteren Grabplatten seiner Familie finden sich auf dem Garnisonfriedhof Hameln.

## Archivalien
Archivalien von und über Viktor Lebrecht von Trew beziehungsweise von Treu finden sich beispielsweise
- als Schriftverkehr mit von Scharnhorst, unter verschiedenen Archivsignaturen im Niedersächsischen Landesarchiv (Standort Hannover)[2]